# Michel Lomme
Michel Lomme, né le 16 septembre 1955 à Uccle, est un joueur de football belge, qui évoluait comme arrière latéral droit. Il commence sa carrière en 1975 à Anderlecht, où il joue depuis les équipes de jeunes. Pas considéré comme un titulaire au départ, il obtient de plus en plus de temps de jeu lors de sa deuxième saison. Il remporte la Coupe de Belgique 1976, mais surtout la première Coupe d'Europe pour un club belge, la Coupe des Coupes 1976. Il joue encore un an à Anderlecht, puis rejoint l'Union Saint-Gilloise, alors en division 2. Le club parvient au tour final en 1978, mais à la suite de problèmes financiers, Lomme décide de retourner à Anderlecht. Il joue une saison chez les Mauves, puis repart à l'Union durant l'été 1979. Il y reste plusieurs saisons, puis joue encore pour des clubs de niveau inférieur, entre autres le KSK Halle. 
Après sa carrière de footballeur, il devient pour un temps directeur d'une agence Fortis à Leeuw-Saint-Pierre, puis recruteur pour différents clubs, entre autres l'Union Saint-Gilloise.

## Palmarès
- Vainqueur de la Coupe des Coupes en 1976 avec Anderlecht.
- Vainqueur de la Coupe de Belgique en 1976 avec Anderlecht.